# Étienne de Vignolles
Étienne de Vignolles, genoemd La Hire (Préchacq-les-Bains, 1390 - Montauban, 11 januari 1443) was een Frans militair leider tijdens de Honderdjarige Oorlog. Hij vocht samen met Jeanne d'Arc tijdens de veldtochten in 1429. Hij is het bekendst om zijn acties bij Patay.
La Hire sloot zich aan bij Karel VII van Frankrijk in 1418, toen het Engelse leger Frankrijk binnenviel. Drie jaar later, in 1421, vocht hij in de slag om Baugé.
Hij werd gevangengenomen in Dourdan in de lente van 1431. In 1435 won hij de slag om Gerbevoy waarna hij gepromoveerd werd tot kapitein-generaal van Normandië in 1438. Hij stierf in Montauban op 11 januari 1443 aan een onbekende ziekte.

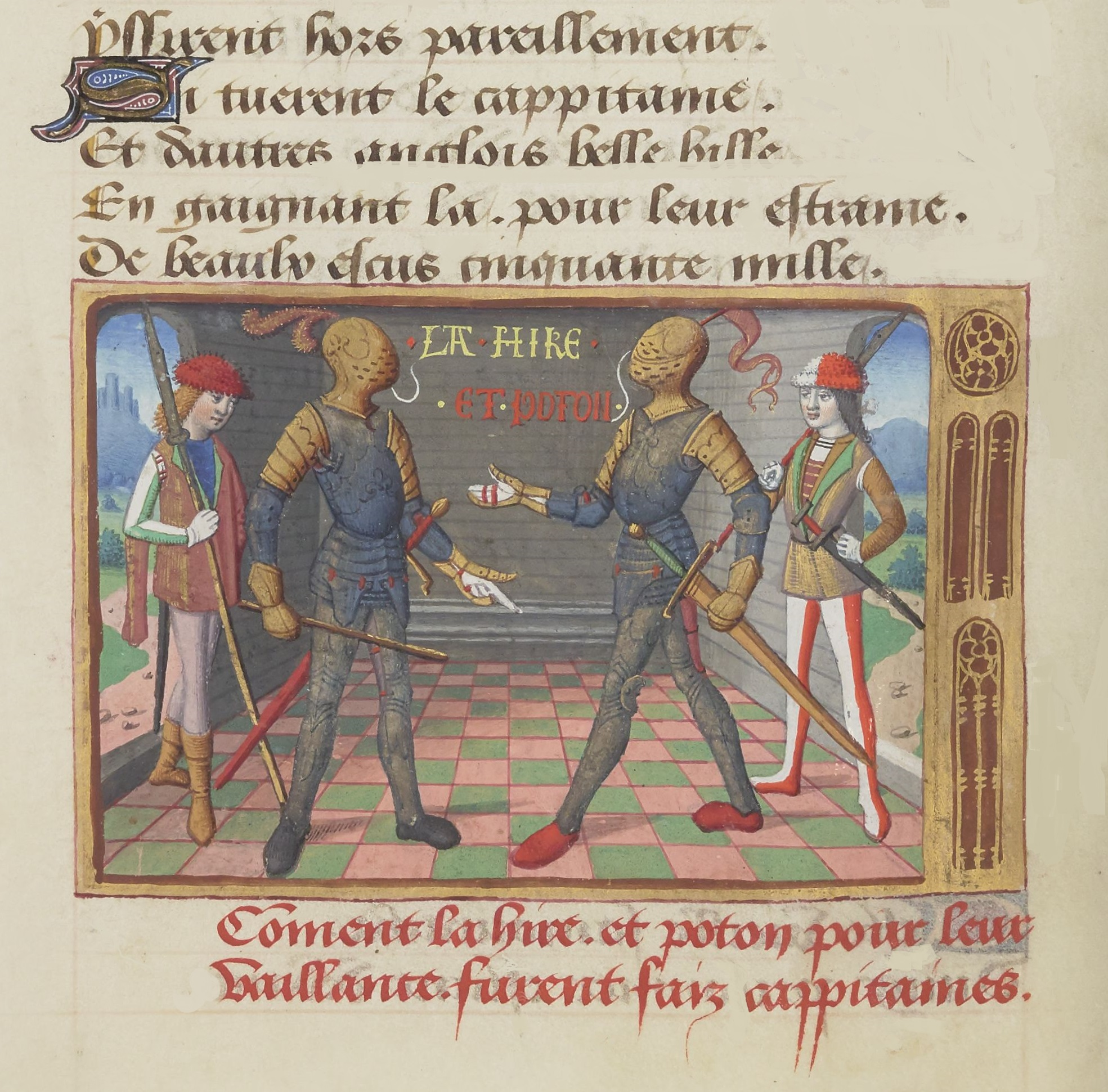
La Hire en Xaintrailles in een 15de-eeuws geïllumineerd boek

## In films en videospellen
In 1999 werden er twee films gemaakt over Jeanne d'Arc. In de miniserie Joan of Arc wordt La Hire gespeeld door Peter Strauss. Ook komt La Hire voor in de film Messenger: The Story of Joan of Arc waar hij gespeeld wordt door Richard Ridings.
In het videospel Age of Empires II: The Age of Kings is La Hire, net zoals Jeanne d'Arc, een speelbaar personage in de veldtocht van Jeanne d'Arc.
In het spel Jeanne d'Arc uit 2006 komt La Hire ook voor. Hier wordt hij afgebeeld als een huursoldaat die bekendstaat om zijn enorme kracht.
In het spel Bladestorm: The Hundred Years' War van Koei is La Hire ook een personage.